# Marek Stokowski
Marek Jan Stokowski (ur. 29 lipca 1957 w Warszawie) – polski muzealnik i pisarz. W latach 1983–2023 kustosz w Muzeum Zamkowym w Malborku. Autor książek beletrystycznych i edukacyjnych. Członek Stowarzyszenia Pisarzy Polskich.      

## Życiorys
Absolwent Liceum im. Andrzeja Struga w Warszawie (1976), Wydziału Polonistyki Uniwersytetu Warszawskiego (1981) oraz podyplomowego studium działań edukacyjnych w muzeach (1989). W 2009 uczestniczył w Międzynarodowym Programie dla Profesjonalistów Filmowych Ekran, prowadzonym w Mistrzowskiej Szkole Reżyserii Filmowej Andrzeja Wajdy.
Od lat 80. publikował wiersze i humoreski poetyckie, między innymi w „Odrze”, „Borussii” i „Poezji”, a także na antenie III Programu Polskiego Radia i Radia Bis. W 1996 wydał pierwszą książkę – tomik poezji Dzień nad ciemną rzeką. Dwa lata później, we współpracy z malarzem Mariuszem Stawarskim opublikował tom humoresek poetyckich Sny dla dorosłych i dla dzieci. Od 2006 należy do gdańskiego oddziału Stowarzyszenia Pisarzy Polskich.
W latach 1983–2023 pracował jako kustosz w Muzeum Zamkowym w Malborku. Tworzył tam i prowadził pionierskie działania edukacyjne, w tym Młodzieżowe Koło Przyjaciół Zamku. Był też odpowiedzialny za kontakty międzynarodowe Muzeum Zamkowego.
W 2021 odznaczony Brązowym Krzyżem Zasługi.

## Życie prywatne
Syn Zbigniewa (aktora, powstańca warszawskiego) i Hanny z domu Fijałkowskiej (księgowej). Do 1981 zamieszkały w Warszawie, następnie w Starym Targu (1981–1984), w zamku w Malborku (1984–2013) i w Ryjewie, w lasach na krawędzi doliny Wisły (od 2013). Żonaty z Marią z domu Bogdanowicz, ma dwoje dzieci – Joannę i Marcina.

## Dzieła
- Dzień nad ciemną rzeką (wiersze), Norbertinum, Lublin, 1996, ISBN 83-86837-11-X
- Sny dla dorosłych i dla dzieci (humoreski), słowo/obraz terytoria, Gdańsk, 1998, ISBN 83-87316-17-2
- Krzyżacy, ich państwo i zamki, Wydawnictwo Dolnośląskie, Wrocław, 2002, ISBN 83-7023-924-2
- Legendy i opowieści zamku Malbork, Exter, Gdańsk, 2002 i 2005, TopSpot Guide, Hamburg, 2013 (trzy wersje językowe: polska, angielska i niemiecka), ISBN 83-86029-95-1 i ISBN 978-3-938722-53-4
- Księga zamków państwa krzyżackiego w Prusach (popularnonaukowa i albumowa książka-podróż po 16 twierdzach Zakonu), Wena, Włocławek, 2003, ISBN 83-915797-0-1
- Błazen (powieść), Peregrinus, Gdańsk, 2004, ISBN 83-89752-00-X
- Zamek Malbork – siedziba wielkich mistrzów (przewodnik w czterech wersjach językowych), TopSpot Guide, Hamburg, 2004, ISBN 3-938722-07-X
- Noc tajemnic (powieść przygodowo-edukacyjna), Exter, Gdańsk, 2005, ISBN 83-86029-92-7
- Samo-loty (powieść współczesna), Jacek Santorski & CO, Warszawa, 2005, ISBN 83-60207-13-5
- Zamek Gniew – siedziba krzyżackich komturów i królewskich starostów (mini-przewodnik w dwóch wersjach językowych), TopSpot Guide, Hamburg, 2007, ISBN 978-3-938722-26-8
- Krzyżacy w kilku słowach (książka popularnonaukowa), Wydawnictwo Turystyczne, Kraków, 2008, ISBN 978-83-60658-17-8
- Stroiciel lasu (powieść współczesna), Multico, Warszawa, 2010, ISBN 978-83-7073-963-8, nominacja do Literackiej Nagrody Europy Środkowej Angelus za rok 2010
- Kino krótkich filmów (powieść współczesna), Wydawnictwo Niecałe, Bytom, 2014, ISBN 978-83-64453-08-3
- M. Stokowski, J. Trupinda, Zamek Malbork w czasach wielkich mistrzów oraz zarys jego dalszych dziejów – Vademecum dla zwiedzających, Malbork, 2020 (dwie wersje językowe – polska i angielska) ISBN 978-83-953200-9-5
- Stroiciel marzeń (tryptyk złożony z powieści: Samo-loty, Stroiciel lasu i Kino krótkich filmów), e-book i audio-book, SAGA Egmont, Kopenhaga, 2022
- Las pełen przygód (mini-powieść dla starszych dzieci), Wydawnictwo Jedność, Kielce, 2023, ISBN 978-83-8144-892-5
- Lotnicho (powieść współczesna), Lira, Warszawa, 2024, ISBN 978-83-67915-97-7
- Święty Leonard z pól (powieść współczesna), Państwowy Instytut Wydawniczy, Warszawa, 2025, ISBN 978-83-8196-834-8